# Christian Friedrich Gottlieb Thon
Christian Friedrich Gottlieb Thon (* 3. November 1773 in Kaltennordheim; † 4. Juni 1844 in Erfurt) war ein deutscher Autor vieler Sachbücher.

## Leben
Christian Friedrich Gottlieb Thon war der älteste Sohn des sächsisch-weimarischen Rentamtmannes Christian Friedrich Thon (1742–1815), einem älteren Bruder von Johann Carl Salomo Thon. Seine Familie entstammt dem Schloss Lichtenburg bei Ostheim vor der Rhön. Er wurde zuerst im Haus seines Vaters unterrichtet, bevor er das Hennebergische Gymnasium „Georg Ernst“ in Schleusingen besuchte. Er studierte an der Universität Jena, bevor er eine Stelle als sächsisch-weimarischer Rentamtmann und Forstkommissar in Zillbach annahm. Zur Ausübung der Stelle fehlte es ihm nicht an den nötigen Fähigkeiten. Aufgrund seines Lebenswandels reichte ihm sein Gehalt allerdings nicht aus. Aufgrund seiner Lust an Vergnügungen und auch wegen seiner Hilfsbereitschaft und Gutmütigkeit in Verbindung mit seinem mangelnden Sinn für Ordnung wurde er aufgrund von Unstimmigkeiten in der Kassenführung aus seinem Amt entlassen. Obwohl Thon den Fehlbetrag aus seinem Privatvermögen ausglich kam es zu keiner Wiedereinstellung im Staatsdienst. Seine erste Ehe wurde unmittelbar nach seiner Entlassung geschieden.
Während eines Aufenthalts in Schwarza habilitierte Thon im Jahr 1816 und fasste danach den Entschluss durch das Schreiben literarischer Werke seinen Lebensunterhalt zu verdienen. In den folgenden Jahren schrieb er zu verschiedenen Themen Sachbücher, welche mehrheitlich von den damaligen Fachleuten gelobt wurden und auch meist in mehreren Auflagen verlegt wurden. Geschmälert wurde sein wirtschaftlicher Erfolg dadurch, dass er sich oft detailverliebt insbesondere technischen Themen zuwendete, die keinen Erfolg bringen konnten, so dass er in den weiteren Jahren oft ein Leben „voller Entsagungen“ führte. Andererseits ergriff er auch sich bietende Chancen. Nach einem Besuch in Karlsbad bereiste er einmal für einige Zeit Böhmen und reparierte in vielen Orten die Orgeln, wovon er gut leben konnte. 1838 verkaufte er sein Anwesen in Schwarza und zog nach Erfurt. Dort lebte er die letzten Jahre seines Lebens verarmt.

## Werke
- Vollständige Anweisung über die Herstellung des Stachelbeer- und Johannisbeerweins. Kassel, 1819
- Neues geographisches Handelslexikon. Schmalkalden, 1823
- Vollständige Anleitung zur Lackirkunst. 5. Auflage. Weimar, 1842
- Die Staffirmalerei und Vergoldungskunst. Weimar, 1836
- Die Holzbeizkunst oder die Holzfärberei in ihrem ganzen Umfange. 2. Auflage. Weimar, 1840
- Die Kunst Bücher zu binden. 4. Auflage. Weimar, 1844
- Der Fabrikant bunter Papiere. 3. Auflage. Weimar, 1844
- Anleitung alle Arten von meerschaumenen Pfeifentöpfen zu verfertigen. 2. Auflage. Weimar, 1842
- Abhandlung über Klaviersaiteninstrumente. Weimar, 1843
- Anweisung zum Obstbau. 2. Auflage. Weimar, 1843
- Praktische Anleitung zum Branntweinbrennen. 2. Auflage. Weimar, 1843
- Die Kunst einen echten Franzbranntwein zu verfertigen. Weimar, 1828
- Der Landmann als Thierarzt. Weimar, 1829
- Vollständige Anleitung zum Schiessen mit der Büchse. 2. Auflage. Weimar, 1824
- Vollständige Jägerschule. oder Inbegriff der ganzen Jagdwissenschaft. Weimar, 1834
- Vollständiger Unterricht alle arten Hunde abzurichten. 3. Auflage. Weimar, 1842
- Vollständiges und ausführliches Waarenlexikon. 2 Bände. Weimar, 1832
- Der Meister im Schachspiel. 2. Auflage. Weimar, 1842
- Der medic. Rathgeber auf dem Lande. Weimar, 1842
- Der Uhrenfreund. Weimar, 1841
- Die Rittkunst. Weimar, 1844
- Die Löthkunst. Weimar, 1844
- Der vollkommene Jagd- und Scheibenschütze. Weimar, 1844
- Gedichte. Erfurt, 1841
- Färbebuch für Haushaltungen. Quedlinburg, 1843
- Der Fleckenvertilger. Quedlinburg, 1843
- Die Hausviehzucht. Quedlinburg, 1843
- Die Legirkunst. Quedlinburg, 1844
- Der unterrichtende Konditor. Quedlinburg, 1844
- Getränkekunde, 1845
- Die höhere Backkunst, 1845